# 올리버 플랫
올리버 제임스 플랫(영어: Oliver James Platt, 1960년 2월 12일 ~ )은 캐나다 태생의 미국의 배우이다.

## 출연 작품

### 영화
- 화성아이, 지구아빠
- 사이먼 비치
- 은밀한 유혹
- 삼총사
- 바이센테니얼 맨
- 유혹의 선
- 레터스 투 줄리엣 - 바비 역
- 러브 & 드럭스 - 브루스 윈스턴 역
- 뉴욕에서 착하게 살아가는 법 - 알렉스 역
- 엑스맨: 퍼스트 클래스 - 검은 슈트 남자 역
- 오렌지 - 테리 오스트로프 역
- 차이니즈 조디악 - 로렌스 역
- 진저 앤 로사 - 마크 투 역
- 오즈의 마법사: 돌아온 도로시
- 럭키 뎀 - 길레스 역
- 아메리칸 셰프 - 렘지 미첼 역
- 컷뱅크 - 조 베럿 역
- 메리 프리진 크리스마스
- 킬 더 메신저
- 프랭크 앤 신디 - 프랭크 역
- 리브 어게인
- 베시
- 나인스 라이프 - 페레즈 박사 역
- 파이널 디씨전 - 카힐 역
- 엠퍼러
- 마스터 클렌즈
- 더 티켓
- 그 규칙은 당신에게 적용되지 않아요
- 셧 인
- 이제 그만 끝낼까 해 - 의문의 목소리 역

### 드라마
- 빅 씨 (Showtime)
- 시카고 메드 (NBC)